# Jannik Woidtke
Jannik Woidtke (* 14. Mai 1991 in Düsseldorf) ist ein deutscher Eishockeyspieler, der seit 2019 beim SC Riessersee in der Eishockey-Oberliga unter Vertrag steht.

## Karriere
Jannik Woidtke begann seine Karriere als Eishockeyspieler in seiner Heimatstadt in der Nachwuchsabteilung der Düsseldorfer EG, für die er im Juniorenbereich unter anderem in der Schüler-Bundesliga, der Jugend-Bundesliga sowie in der Deutschen Nachwuchsliga aktiv war. Parallel lief er von 2008 bis 2010 für die zweite Mannschaft der DEG in der viertklassigen Eishockey-Regionalliga auf. Für die Profimannschaft der Düsseldorfer kam der Verteidiger in der Saison 2009/10 zu seinem Debüt in der Deutschen Eishockey Liga. Den Großteil der Saison 2010/11 verbrachte er als Leihspieler bei den Ratinger Ice Aliens sowie beim EV Duisburg in der drittklassigen Eishockey-Oberliga. 
Die Saison 2011/12 verbrachte Woidtke beim ESV Kaufbeuren in der 2. Eishockey-Bundesliga. Für die Bayern erzielte er in insgesamt 53 Spielen ein Tor und sieben Vorlagen. Anschließend wurde er zum Rookie des Jahres der 2. Bundesliga ernannt. Zur Saison 2012/13 kehrte der ehemalige Junioren-Nationalspieler zur Düsseldorfer EG in die DEL zurück. Während der Saison 2012/13 erhielt er eine Förderlizenz für die Füchse Duisburg, ehe er im Juli 2013 fest zu diesen wechselte.
Ab Juli 2014 stand Woidtke bei den Dresdner Eislöwen in der DEL2 unter Vertrag, wobei er in Dresden parallel seine Ausbildung in der Logistikbranche beendete. Im Mai 2015 wechselte er innerhalb der DEL2 zurück zum ESV Kaufbeuren.
Im November 2017 wechselte Woidtke vom EHC Freiburg zum EC Bad Nauheim und Ende Oktober 2018 zu den Kassel Huskies.

### International
Für Deutschland nahm Woidtke an der U20-Junioren-Weltmeisterschaft 2011 teil.

## Erfolge und Auszeichnungen
- 2012 Rookie des Jahres der 2. Bundesliga

## Statistik
(Stand: Ende der Saison 2016/17)